# جوایز انجمن منتقدان فیلم بوستون ۲۰۲۳
جوایز انجمن منتقدان فیلم بوستون ۲۰۲۳ (انگلیسی: Boston Society of Film Critics Awards 2023)؛ تجلیل از بهترین‌های فیلمسازی در سال ۲۰۲۳ ( سال ۲۰۲۳)، در ۱۰ دسامبر ۲۰۲۳ اهدا شد.

## برندگان
- بهترین فیلم:
  - جاماندگان

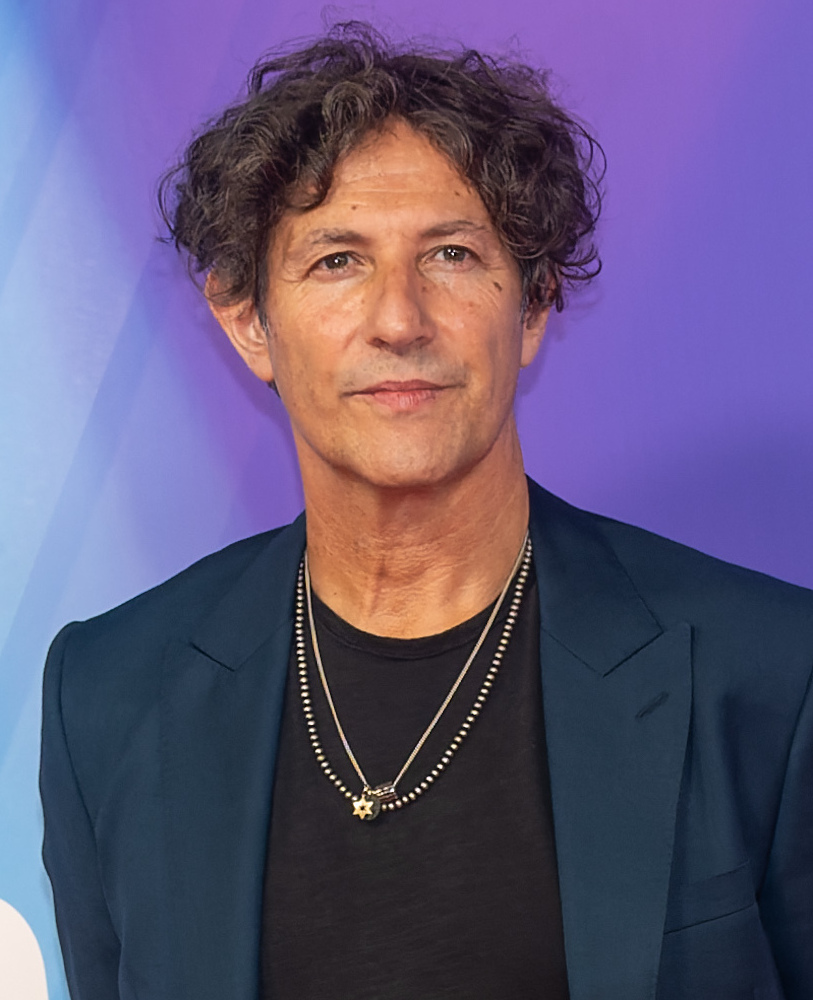
جاناتان گلیزر، برنده بهترین کارگردانی و بهترین فیلمنامه اقتباسی

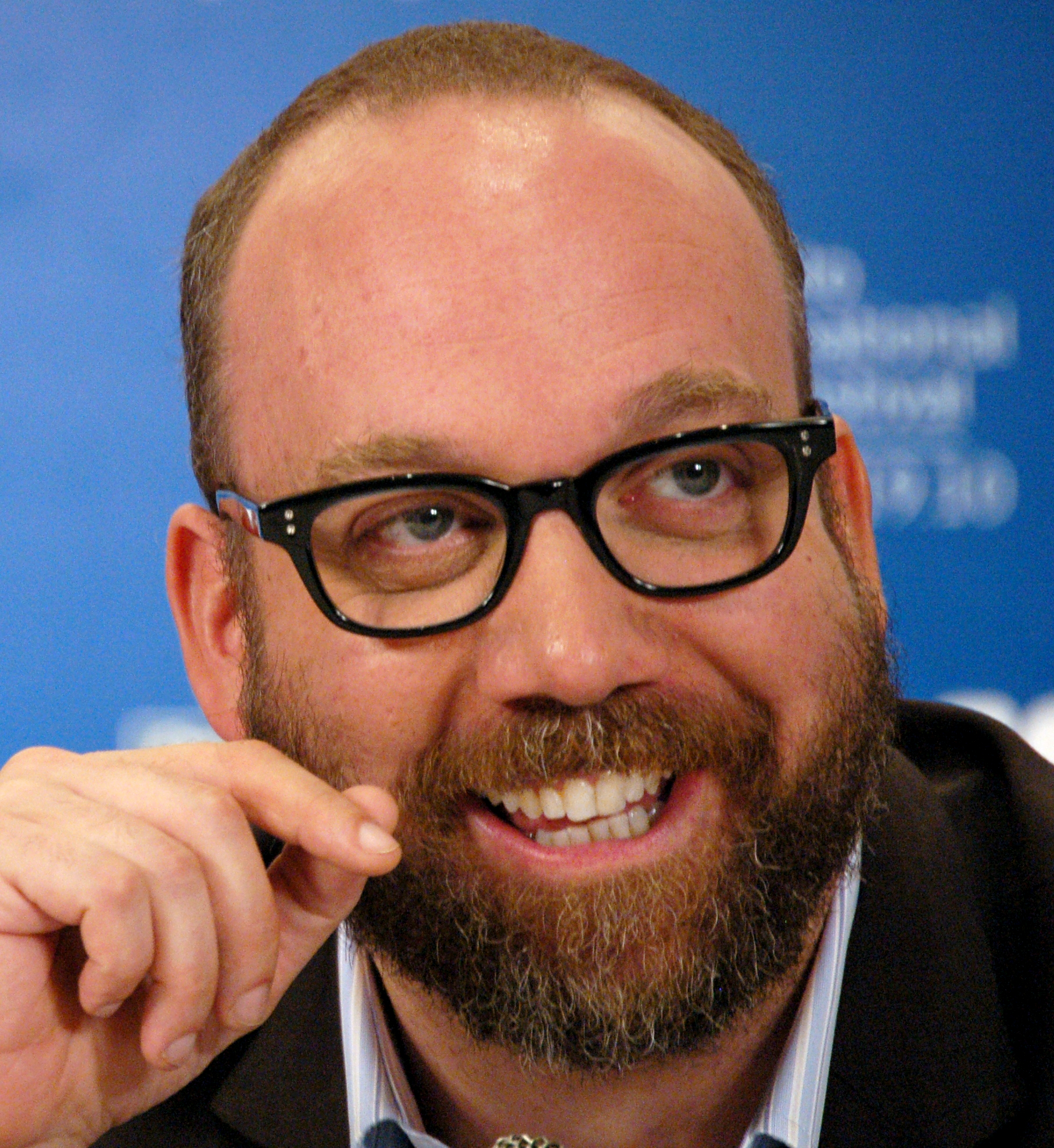
پل جیاماتی، برنده بهترین بازیگر مرد

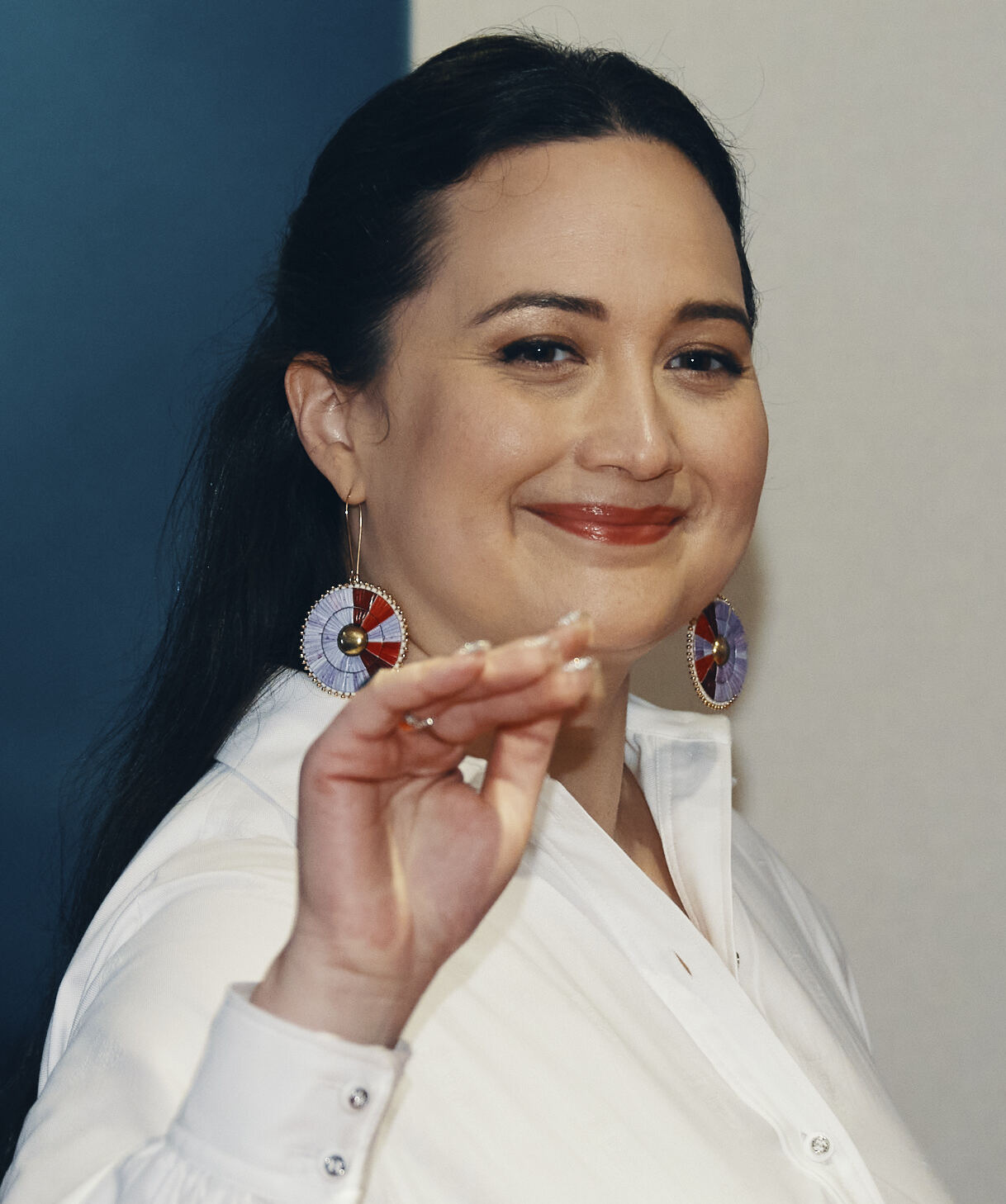
لیلی گلادستون، برنده بهترین بازیگر زن

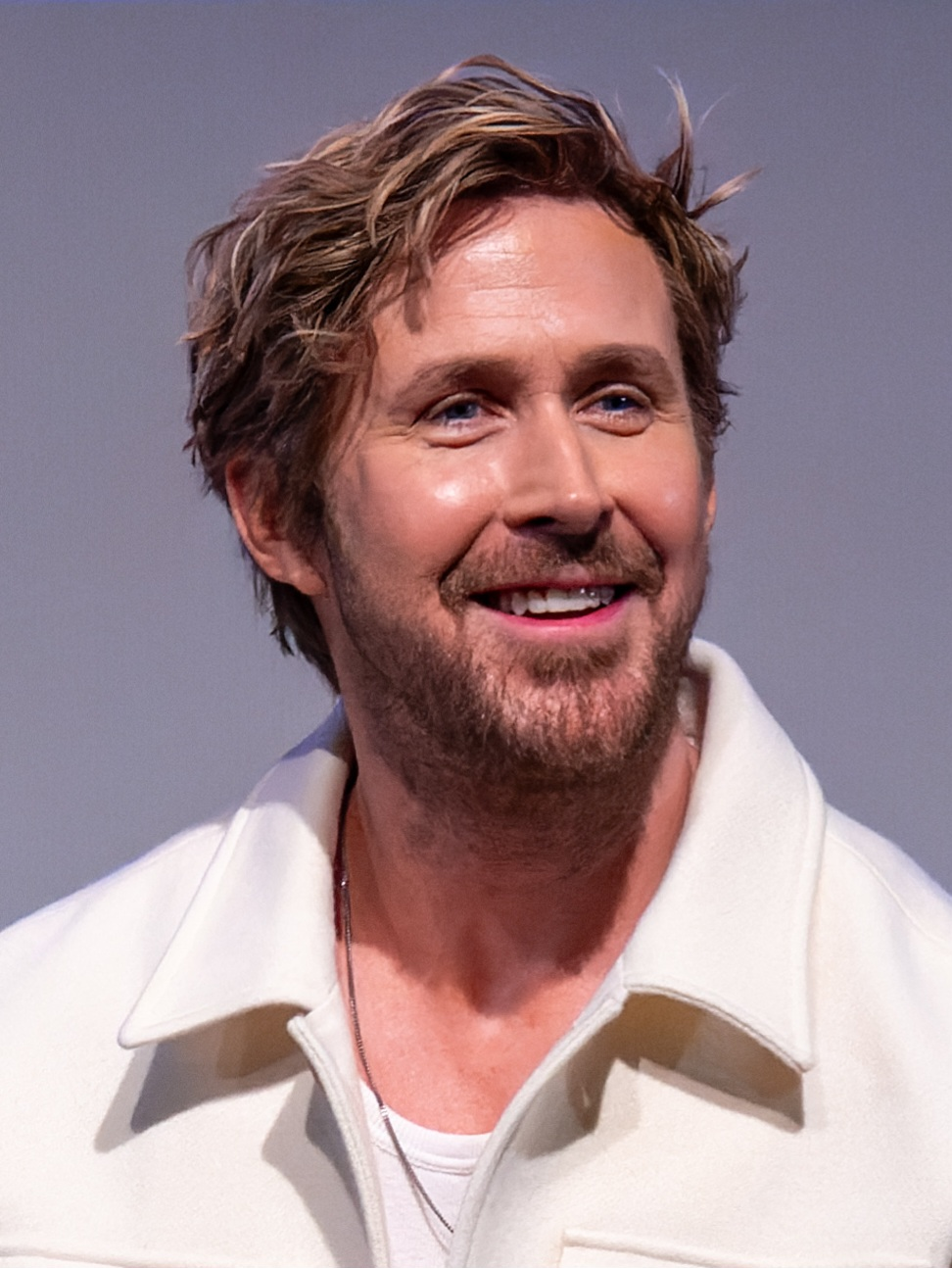
رایان گاسلینگ، برنده بهترین بازیگر نقش مکمل مرد

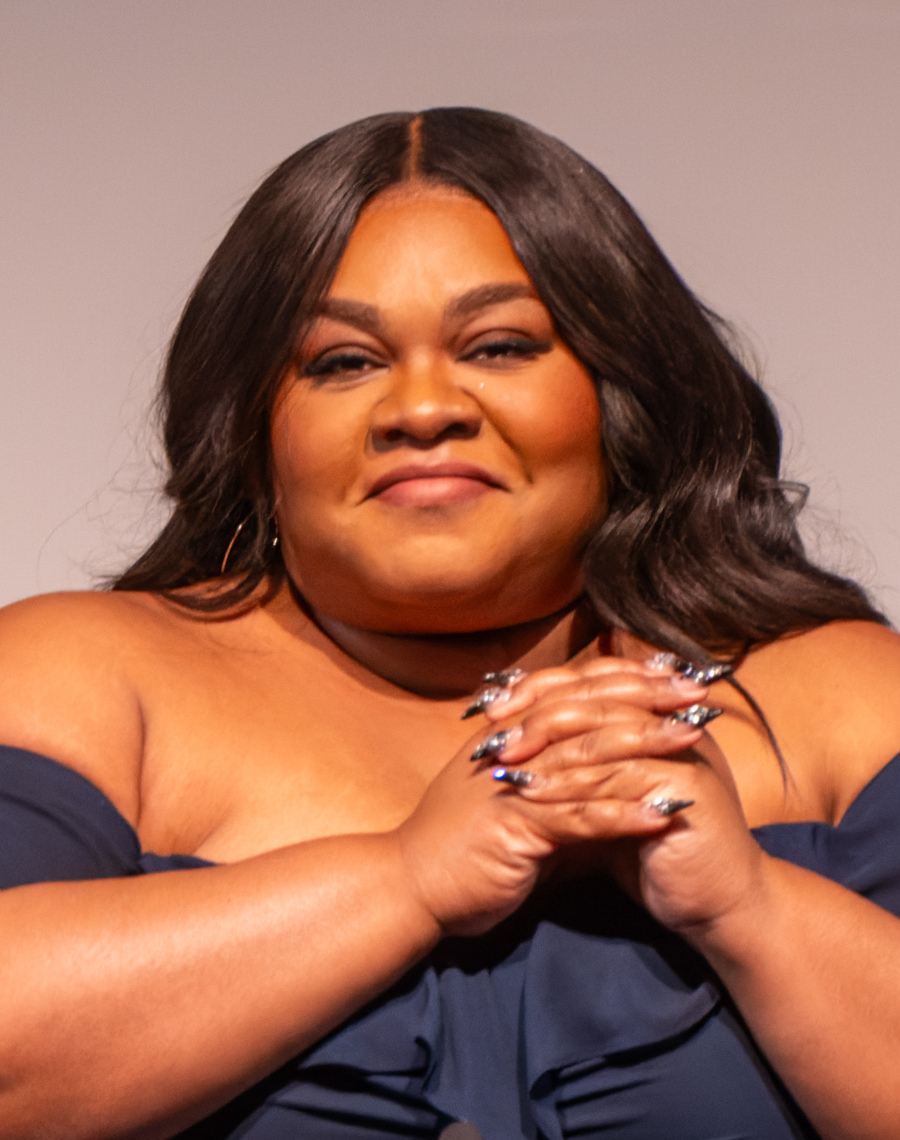
دیواین جوی رندالف، برنده بهترین بازیگر نقش مکمل زن

    - نایب قهرمانان: منطقه دلخواه / می دسامبر
- ""بهترین کارگردان:""
  - جاناتان گلیزر – منطقه دلخواه
    - نایب قهرمانان: کریستوفر نولان – اوپنهایمر (فیلم) / تاد هینز – می دسامبر
- ""بهترین بازیگر مرد:""
  - پل جیاماتی – جاماندگان
    - نایب قهرمانان: کیلین مورفی – اوپنهایمر (فیلم) / کوجی یاکوشو – روزهای عالی
- 'بهترین بازیگر زن:
  - لیلی گلادستون – قاتلان ماه گل
    - نایب قهرمانان: اما استون – بیچارگان (فیلم) / زندرا هوله – آناتومی یک سقوط / ناتالی پورتمن – می دسامبر
- ""بهترین بازیگر نقش مکمل مرد:""
  - رایان گسلینگ – باربی (فیلم)
    - نایب قهرمانان: چارلز ملتون (بازیگر) – می دسامبر / مارک رافلو – بیچارگان (فیلم) / رابرت داونی جونیور – اوپنهایمر (فیلم)
- ""بهترین بازیگر نقش مکمل زن:"
  - دیواین جوی رندالف – جاماندگان
    - نفرات دوم: هیچ‌کدام
- بهترین فیلمنامه اصلی:
  - دیوید همینگسون – جاماندگان
    - نفرات دوم: Samy Burch – می دسامبر / Nicole Holofcener – تو به احساسات من صدمه زدی
- بهترین فیلمنامه اقتباسی:
  - جاناتان گلیزر – منطقه دلخواه
    - نایب قهرمان: کلی فرمون کریگ – خدایا آن‌جایی؟ منم مارگرت (فیلم) / اریک راث و مارتین اسکورسیزی – قاتلان ماه گل
- 'بهترین فیلم انیمیشن:
  - پسرک و مرغ ماهی‌خوار
    - نایب قهرمانان: لاک‌پشت‌های نینجای جهش‌یافته نوجوان: آشوب جهش‌یافته / مرد عنکبوتی: در میان دنیای عنکبوتی / Robot رؤیاها / خرده دهقانان (فیلم ۲۰۲۳)
- بهترین مستند:
  - "جغرافیای تنهایی"
    - نفرات دوم: هیچ‌کدام
- بهترین فیلم غیر انگلیسی زبان:
  - منطقه دلخواه
    - نفرات دوم: هیچ‌کدام
- بهترین فیلمبرداری:
  - جاناتان ریکبورگ – اشتیاق دودن بوفان
    - نفرات دوم: رابی رایان – بیچارگان (فیلم) / رابرت یئومان – استروید سیتی
- بهترین تدوین:
  - تلما شونمیکر – قاتلان ماه گل
    - نفرات دوم: هیچ‌کدام
- بهترین موسیقی متن:
  - رابی رابرتسون – قاتلان ماه گل
    - نایب قهرمان: میکاچو – منطقه دلخواه
- 'بهترین فیلمساز جدید:
  - سلین سونگ – زندگی‌های گذشته
    - نفرات دوم: Cord Jefferson – داستان آمریکایی / A. وی. راکول – هزار و یک
- بهترین بازیگران گروه:
  - اوپنهایمر (فیلم)
    - نایب قهرمانان: استروید سیتی / پنجه آهنی (فیلم) / قاتلان ماه گل